# Janina Konarska
Janina Konarska, née le 30 avril 1900 à Łódź, est une artiste peintre et une sculptrice polonaise. Lors des compétitions artistiques aux Jeux olympiques de 1932, elle emporte la médaille d'argent, dans la catégorie peinture, option gravure, pour son œuvre Stadium,.
Issue d'une famille d'origine juive appelée Seideman, elle se convertit au catholicisme et prend pour nom professionnel Konarska, en 1924, tout comme sa famille. Elle épouse, en 1934, le poète, journaliste et dramaturge Antoni Słonimski. Elle meurt le 9 juin 1975 à Varsovie en Pologne.
Elle apparaît dans un film de 1926 : Szczesliwy wisielec, czyli Kalifornia w Polsce.